# Metagonia
Genre
Synonymes
- Anomalaia González-Sponga, 1998
- Portena González-Sponga, 2011

Metagonia est un genre d'araignées aranéomorphes de la famille des Pholcidae.

## Distribution
Les espèces de ce genre se rencontrent du Sud de l'Amérique du Nord au Sud de l'Amérique du Sud.

## Liste des espèces
Selon World Spider Catalog (version 23.5, 10/09/2022) :
- Metagonia amica Gertsch, 1971
- Metagonia argentinensis Mello-Leitão, 1945
- Metagonia asintal Huber, 1998
- Metagonia atoyacae Gertsch, 1971
- Metagonia auberti Caporiacco, 1954
- Metagonia belize Gertsch, 1986
- Metagonia bella Gertsch, 1986
- Metagonia bellavista Gertsch & Peck, 1992
- Metagonia beni Huber, 2000
- Metagonia berlanga Huber, 2022
- Metagonia bicornis (Keyserling, 1891)
- Metagonia bifida Simon, 1893
- Metagonia blanda Gertsch, 1973
- Metagonia bonaldoa Huber, 2000
- Metagonia candela Gertsch, 1971
- Metagonia capilla Gertsch, 1971
- Metagonia cara Gertsch, 1986
- Metagonia caudata O. Pickard-Cambridge, 1895
- Metagonia chiquita Gertsch, 1977
- Metagonia coahuila Gertsch, 1971
- Metagonia conica (Simon, 1893)
- Metagonia cuate Gertsch, 1986
- Metagonia debrasi Pérez & Huber, 1999
- Metagonia delicata (O. Pickard-Cambridge, 1895)
- Metagonia diamantina Machado, Ferreira & Brescovit, 2011
- Metagonia duodecimpunctata Schmidt, 1971
- Metagonia faceta Gertsch, 1986
- Metagonia flavipes Schmidt, 1971
- Metagonia furcata Huber, 2000
- Metagonia globulosa Huber, 2000
- Metagonia goodnighti Gertsch, 1977
- Metagonia guaga Gertsch, 1986
- Metagonia guianesa Huber, 2020
- Metagonia guttata Huber, 2020
- Metagonia heraldica Mello-Leitão, 1922
- Metagonia hitoy Huber, 1997
- Metagonia hondura Huber, 1997
- Metagonia iviei Gertsch, 1977
- Metagonia jamaica Gertsch, 1986
- Metagonia jarmila Gertsch, 1973
- Metagonia joya Gertsch, 1986
- Metagonia juliae González-Sponga, 2010
- Metagonia lagrimas Huber, 2022
- Metagonia lancetilla Huber, 1998
- Metagonia latigo Huber, 2020
- Metagonia lepida Gertsch, 1986
- Metagonia lingua (Schmidt, 1956)
- Metagonia luisa Gertsch, 1986
- Metagonia maldonado Huber, 2000
- Metagonia mariguitarensis (González-Sponga, 1998)
- Metagonia martha Gertsch, 1973
- Metagonia maximiliani Brignoli, 1972
- Metagonia maya Chamberlin & Ivie, 1938
- Metagonia mcnatti Gertsch, 1971
- Metagonia modesta Gertsch, 1986
- Metagonia modica Gertsch, 1986
- Metagonia nadleri Huber, 2000
- Metagonia osa Gertsch, 1986
- Metagonia oxtalja Gertsch, 1986
- Metagonia pachona Gertsch, 1971
- Metagonia panama Gertsch, 1986
- Metagonia paranapiacaba Huber, Rheims & Brescovit, 2005
- Metagonia petropolis Huber, Rheims & Brescovit, 2005
- Metagonia placida Gertsch, 1971
- Metagonia potiguar Ferreira, Souza, Machado & Brescovit, 2011
- Metagonia puebla Gertsch, 1986
- Metagonia punctata Gertsch, 1971
- Metagonia pura Gertsch, 1971
- Metagonia quadrifasciata Mello-Leitão, 1926
- Metagonia reederi Gertsch & Peck, 1992
- Metagonia reventazona Huber, 1997
- Metagonia rica Gertsch, 1986
- Metagonia samiria Huber, 2000
- Metagonia secreta Gertsch, 1971
- Metagonia selva Gertsch, 1986
- Metagonia serena Gertsch, 1971
- Metagonia striata Schmidt, 1971
- Metagonia strinatii (Brignoli, 1972)
- Metagonia suzanne Gertsch, 1973
- Metagonia talamanca Huber, 1997
- Metagonia taruma Huber, 2000
- Metagonia tinaja Gertsch, 1971
- Metagonia tingo Huber, 2000
- Metagonia tlamaya Gertsch, 1971
- Metagonia torete Gertsch, 1977
- Metagonia toro Huber, 1997
- Metagonia triocular (González-Sponga, 2011)
- Metagonia unicolor (Keyserling, 1891)
- Metagonia uvita Huber, 1997
- Metagonia yucatana Chamberlin & Ivie, 1938
- Metagonia zatoichi Huber, 2022

## Systématique et taxinomie
Ce genre a été décrit par Simon en 1893 dans les Pholcidae.
Anomalaia a été placé en synonymie par Huber en 2000.
Portena a été placé en synonymie par Huber, Colmenares et Ramírez en 2014.

## Publication originale
- Simon, 1893 : Histoire naturelle des araignées. Paris, vol. 1, p. 257-488 (texte intégral).